# Jean Guillou
Pour les articles homonymes, voir Jean Guillou et Guillou.
Jean Guillou, né le 18 avril 1930 à Angers et mort le 26 janvier 2019 à Paris 18e,, est un organiste, pianiste, compositeur et improvisateur français.

## Biographie
(mai 2025).
Si vous êtes l’auteur de ce texte, vous êtes invité à donner votre avis ici. À moins qu’il soit démontré que l’auteur de la page autorise la reproduction et que ce contenu soit compatible avec les principes fondateurs de Wikipédia, cette page sera supprimée ou purgée au bout d’une semaine maximum. En attendant le retrait de cet avertissement, veuillez ne pas réutiliser ce texte.

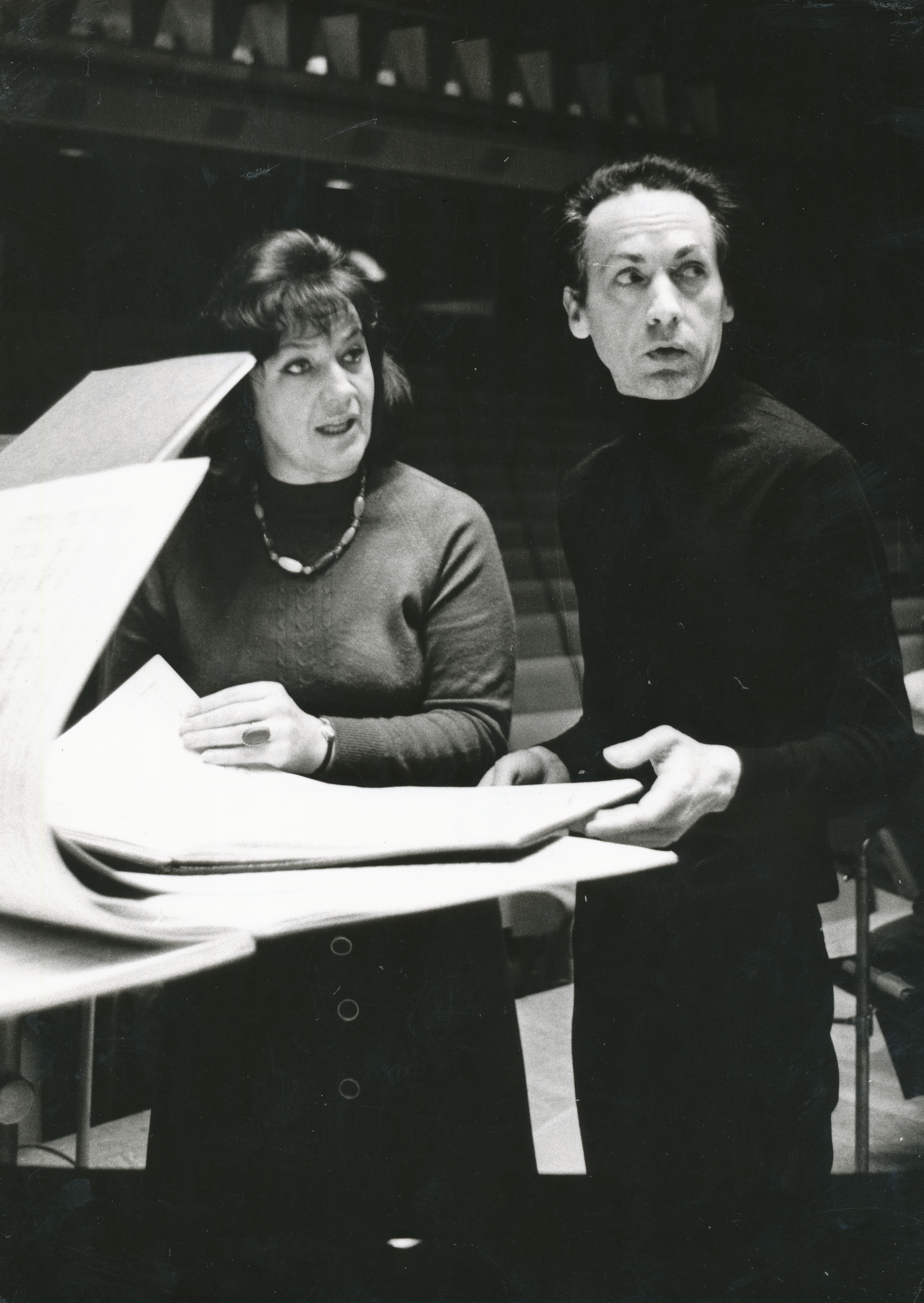
Jean Guillou et Krystyna Szostek-Radkowa lors de la première parisienne de Judith, symphonie pour mezzo-soprano et orchestre, op. 21, en février 1971.

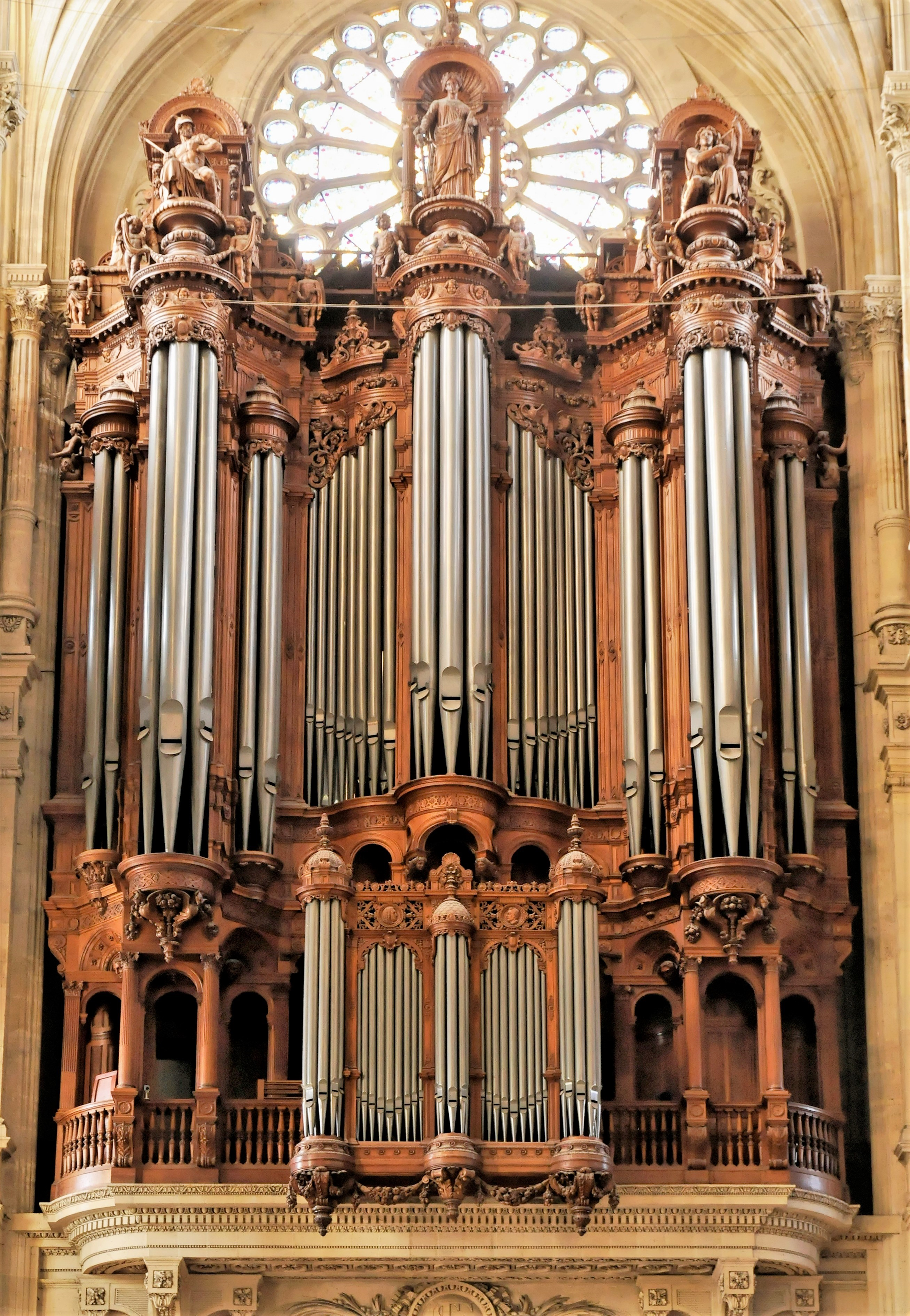
Les grandes orgues de Saint-Eustache à Paris.

Né le 18 avril 1930 à Angers, Jean Guillou est, dès l’âge de 12 ans, titulaire de l’orgue de l’église abbatiale Saint-Serge. Il fait ses études au Conservatoire national supérieur de musique de Paris où il est l’élève de Marcel Dupré (orgue), Maurice Duruflé (harmonie) et Olivier Messiaen (analyse). Dès 1955, il est nommé professeur d’orgue et de composition à l’Instituto di Musica Sacra de Lisbonne. Il s’installe ensuite à Berlin en 1958, avant de revenir à Paris où il succède à André Marchal comme titulaire des grandes orgues Ducroquet / Merklin / Gonzalez de l'église Saint-Eustache en 1963. Après 52 ans de service bénévole, interrompu entre 1977 et 1989, période d’indisponibilité de l’orgue avant la construction de l’instrument Van den Heuvel, inauguré le 21 septembre 1989, il est nommé par la paroisse organiste titulaire émérite le 22 septembre 2014. Jean Guillou, qui donne son dernier concert le 21 octobre 2018 à Munich, meurt le 26 janvier 2019 à Paris. Ses obsèques ont lieu le 5 février suivant à la cathédrale Notre-Dame de Paris. Il est enterré au Cimetière du Père-Lachaise (division 44, chemin du Quinconce)

### Interprète
Virtuose de l’orgue, Jean Guillou est qualifié de « Rimbaud de l’orgue » Sa carrière de concertiste le conduit à donner plus de 1 500 récitals d'orgue, mais aussi de piano dans le monde entier. Il se produit régulièrement au Japon, aux États-Unis, mais aussi à Mascate, à Tbilissi, en Allemagne dans toute l’Europe. Organiste titulaire de l’église Saint-Eustache, à Paris, il assure l’accompagnement musical des offices et donne nombre d’auditions dominicales et de concerts, jusqu’à la Semaine sainte de 2015 (il est alors âgé de 85 ans). Sa discographie comporte 100 volumes, publiés pour l'essentiel par Universal-Philips-Decca, Festivo, Dorian-Sono Luminus et Augure. Il enregistre avec les plus grands chefs : Te Deum de Berlioz en 1976 sous la direction de Daniel Barenboim (Sony), Troisième symphonie avec orgue de Camille Saint-Saëns en 1984 sous la direction de Edo de Waart (Decca), Symphonie concertante pour orgue et orchestre de Joseph Jongen en 1994 sous la direction d’Eduardo Mata (Dorian). Il est le premier interpréter, lors d’un même concert les deux sonates, pour piano et pour orgue, de Julius Reubke. Fervent interprète de Franz Liszt, il donne aussi plusieurs intégrales de l’œuvre d’orgue de Johann Sebastian Bach. Il inaugure le Double-piano, un piano-pédalier construit par le facteur italien Luigi Borgato, lors de deux concerts donnés en 2002 au Teatro Olimpico de Vicenza, repris en CD (Universal-Philips) et à l’Opéra Royal de Versailles.

### Compositeur
Parmi les 88 œuvres inscrites à son catalogue, il faut signaler en premier lieu ses nombreuses œuvres pour orgue dont Toccata (op. 9 de 1962), La Chapelle des abîmes (op. 26 de 1973), Scènes d’enfant (op. 28 de 1974), Hypérion ou la Rhétorique du feu (op. 45 de 1988) et Regard (op. 77 de 2011), Périple (op. 87 de 2018). De nombreuses œuvres associent l’orgue à la voix : Peace, pour chœur mixte et orgue (op. 43 de 1985), Missa interrupta pour soprano, quintette de cuivre, percussions et orgue (op. 51 de 1995), Alice au pays de l’orgue, pour récitant et orgue (op. 53 de 1995) ou à d’autres instruments solistes (marimba, flûte de Pan, piano, percussions, trompette…) dans plusieurs des dix Colloques. Il écrit également de la musique de chambre pour instruments solistes : trois sonates pour piano (op. 5, 33 et 88), Impulso pour flûte (op. 74 de 2009), Co-Incidence pour violon (op. 63 de 1996), et pour ensemble : Cantilia (op. 6 de 1960), Quatuor pour hautbois et trio à cordes (op. 22 de 1971), Poème pour piano à 4 mains et percussions (op. 79 de 2012) ainsi que des œuvres pour orchestre : Concerto grosso (op. 32 de 1978), trois symphonies dont la monumentale Symphonie n°1 « Judith » pour mezzo-soprano et orchestre. On lui doit 8 concertos pour orgue et orchestre, parmi lesquels le Concerto 2000 (op. 62 de 2000), et aussi, notamment, la Révolte des orgues (op. 69 de 2005) pour 8 orgues positifs, un grand orgue, des percussions et un chef. Après de multiples représentations dans des églises en Europe depuis sa création en 2007, l’œuvre est jouée dans la Philharmonie de Munich (en 2010), de Cologne (en 2010),  dans la Philharmonie de Berlin, (en 2012), dans l’Auditorio Adrian Martín à Santa Cruz (Tenerife) en 2015 et à la Philharmonie de l'Elbe, à Hambourg (2018). Ses œuvres sont publiées chez Schott Music.

### Improvisateur
Il se fait connaître, dès le début de sa carrière, comme un improvisateur inspiré. La plupart de ses concerts comportent une partie improvisée. Des enregistrements conservent le souvenir de son langage très personnel : Visions cosmiques, dédiées à l’équipage d’Apollo 8 (1968, Decca), Jeux d’orgue, sur des thèmes donnés par les auditeurs de la radio (1969, Decca), Biloulou pour le film Congo Safari de Marcel Izy-Schwart (2020, Augure), Les Charpentes de Saint-Eustache (Augure, 2023), des CD (« The Art of improvisation », 1991, Dorian ; « Le Voyage à Naples » 2008, Philips), ainsi que des musiques pour les spectacles du Mime Marceau.

### Transcripteur

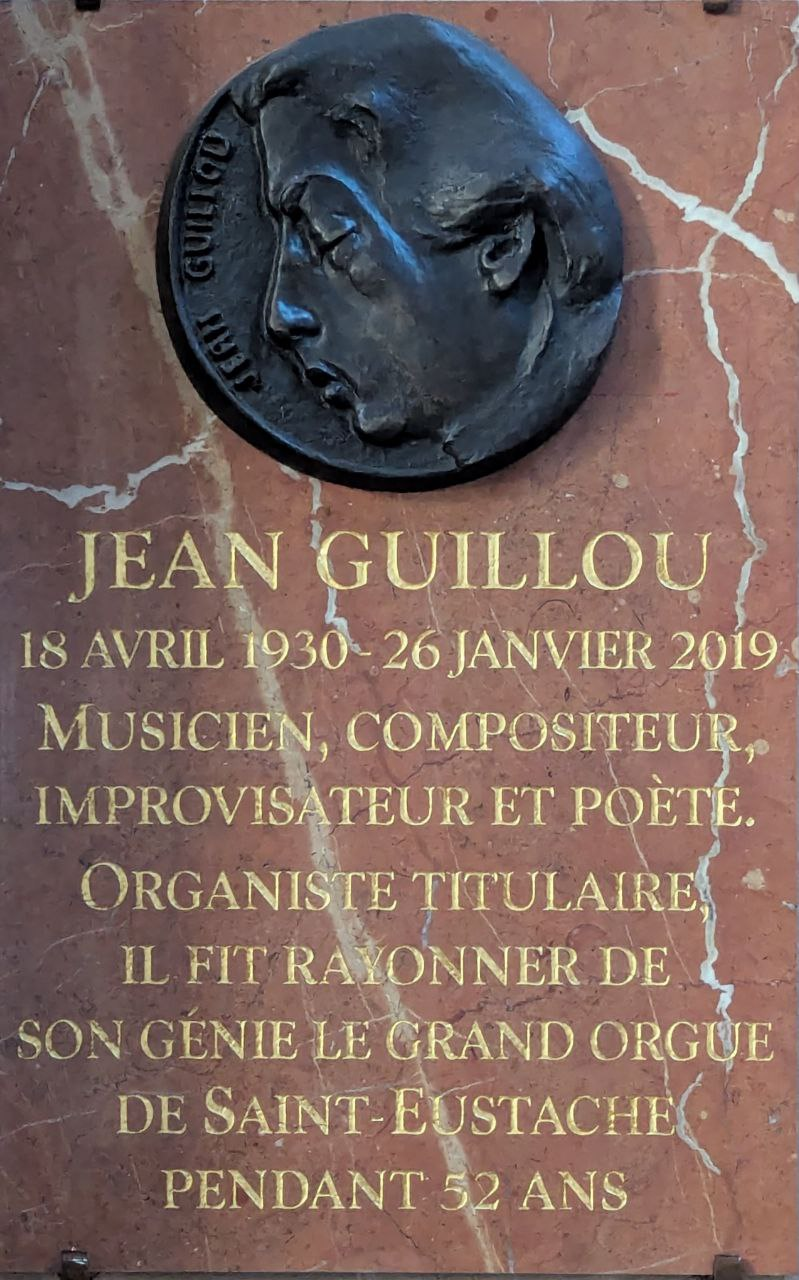
Plaque à Saint-Eustache

Jean Guillou est reconnu pour avoir étendu les possibilités expressives de l’orgue en transcrivant de nombreuses œuvres pour piano ou orchestre de Johann Sebastian Bach (Offrande musicale BWV 1079, Variations Goldberg BWV 988, Fantaisie chromatique et fugue BWV 903, Sarabanda de la Partita pour luth BWV 997, Badinerie de la Suite pour orchestre no 2 BWV 1067, Aria de la Suite pour orchestre no 3 BWV 1068) ; Georg Friedrich Händel (Alla Hornpipe extrait de la Water Music) ; Franz Liszt (version syncrétique de la Fantaisie et Fugue sur le nom de B.A.C.H., Orpheus, Prometheus, Valse oubliée n°1, Psalm XIII, Tasso) ; Wolfgang Amadeus Mozart (Adagio et fugue en ut mineur KV 546, Adagio et Rondo en ut mineur KV 617, Regina Cœli KV 276, Sancta Maria Mater Dei KV 273) ; Modeste Moussorgski (Tableaux d’une exposition) ; Serge Prokofiev (Toccata opus 11, Marche de L’Amour des trois oranges) ; Serge Rachmaninov (Danses symphoniques op. 45) ; Robert Schumann (4 Esquisses, 6 Études en forme de canon, 6 Fugues sur B.A.C.H. pour piano pédalier) ; Igor Stravinsky (Trois danses de Petrouchka) ; Piotr Ilitch Tchaïkovski (Scherzo de la Symphonie no 6  Pathétique, Danse de La Fée Dragée extrait de Casse Noisette) ; Giuseppe Verdi (Stabat Mater et Te Deum extraits des Quattro Pezzi Sacri) ; Antonio Vivaldi (Concerto en ré majeur, Concerto en ré mineur)

### Écrivain
En 2012, ses principaux textes sont publiés sous le titre La Musique et le Geste (Éditions Beauchesne, Paris). Il s’agit d’analyses, musicales ou littéraires, et d’études sur divers sujets de facture instrumentale et d’interprétation musicale. En 2014, ses poèmes sont rassemblés dans le recueil Le Visiteur (Christophe Chomant Editions, Rouen) suivi en 2018, chez le même éditeur, de leur traduction en italien par Marco Settimini : Il Visitatore. En 2018, il signe son dernier ouvrage, Esprit de Suite, publié en octobre 2019 par Beauchesne. Organologue, il est l’auteur du livre L’Orgue, souvenir et avenir, ouvrage réédité quatre fois (Buchet Chastel 1978, 1996 et 2010, Symétrie, 2016), traduit en allemand (Die Orgel, Erinnerung und Vision, Ch. Glatter-Götz - Schwarzach, 1984 et Die Orgel, Erinnerung und Zukunft, Dr. J. Butz Musikverlag, 2006) et en italien (Organo, memoria e futuro, Carrara, 2011).

### Concepteur d'orgues

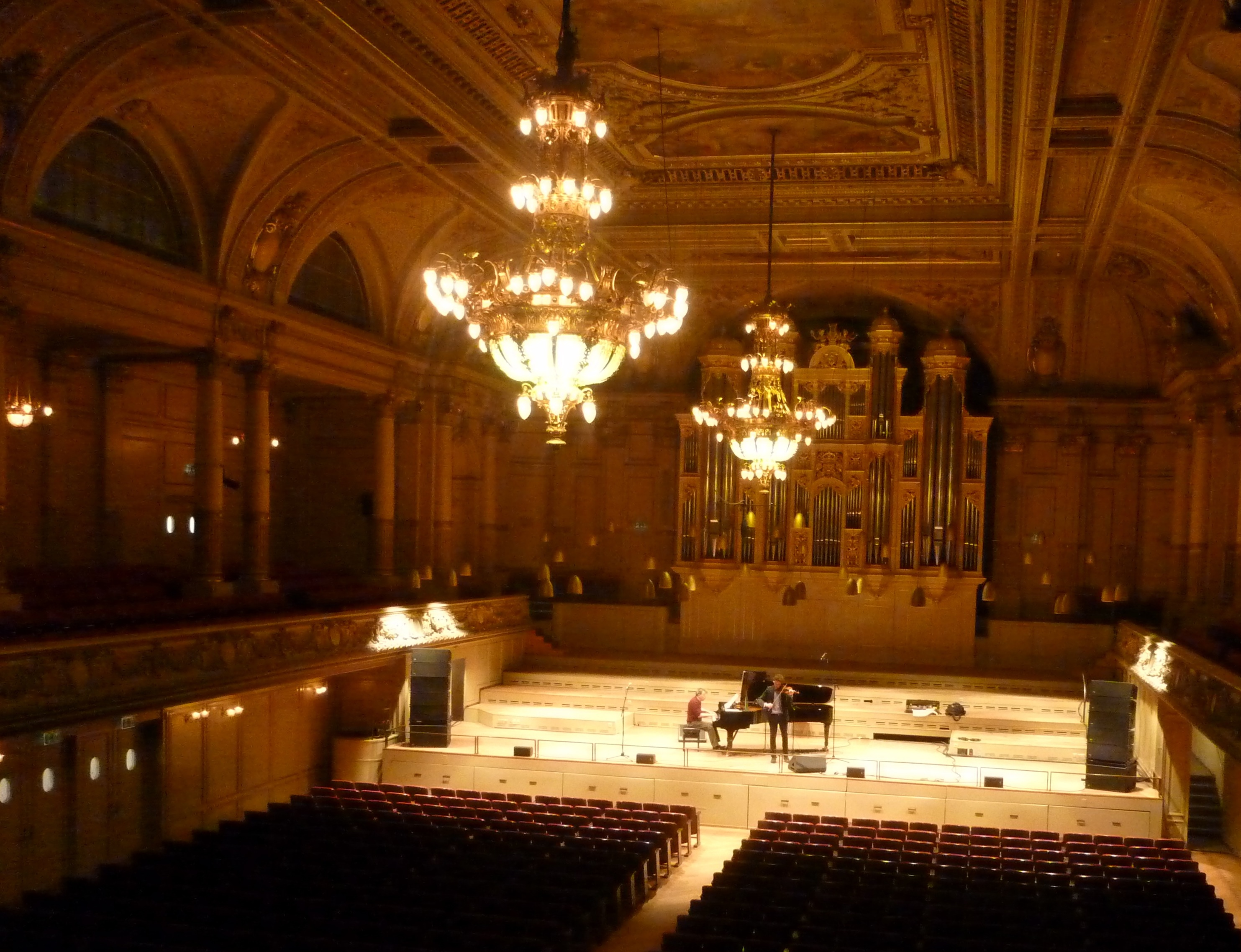
La salle de la Tonhalle et son orgue.

Il est à l’origine de la conception de nombreux orgues tels que ceux de Notre-Dame des Neiges à l'Alpe d'Huez (Kleuker, 1978), de Notre-Dame des Grâces au Chant d'Oiseau à Bruxelles (Kleuker, 1981), de la Tonhalle, à Zurich (Kleuker et Steimeyer, 19848) réinstallé dans la cathédrale de Koper, en Slovénie, en 2020, du Conservatoire San Pietro a Majella, à Naples (Tamburini et Zanin, 1987-2007), de l’Auditorio Adrian Martín à Santa Cruz, sur l’île de Tenerife (Blancafort, 2005), de S. Antonio dei Portoghesi, à Rome (Mascioni, 2008) et de la cathédrale de Léon (Klais, 2013). Il est le concepteur d'un orgue, dit à « structure variable », destiné à rapprocher l’orgue de son public. Constitué de 15 buffets mobiles commandés par une console générale et plusieurs claviers annexes, il serait possible de le transporter et de le placer en quelques heures dans n'importe quel espace laïc ou religieux, intérieur ou extérieur. C'est à sa demande et avec ses conseils qu'est ajoutée à l’orgue de  Saint Eustache une console (fixe en 1967, remplacée en 1989 par une nouvelle console mobile) installée dans la nef de l’église, permettant à l’organiste de jouer au milieu du public et près de l’orchestre.  

### Pédagogue
Il donne de nombreuses classes de maître (master classes) à travers le monde jusqu'en 2018 et il a, chaque année de 1970 à 2005, assuré les cours d’interprétation et d’improvisation à l’orgue organisés dans le cadre de l'International Meister Kursus de Zurich. Parmi ses élèves figurent Cherry Rhodes,  Silvio Celeghin, Zsuzsa Elekes, Francesco Filidei, Bernhard Haas, Yanka Hekimova, Jean-Paul Imbert, Leonid Karev, Livia Mazzanti, Zuzana Ferjenčíková et Jean-Baptiste Monnot.

### Démarche artistique
Comme interprète, Jean Guillou se distingue par sa volonté d’aborder l’interprétation des œuvres du répertoire sans référence à une tradition ou à la restitution de modes de jeu historiquement informés. Privilégiant de passer les œuvres, de toutes les époques, au travers du filtre de la personnalité de l’interprète, il en donne une vision éminemment personnelle, traduite par une attention particulière au phrasé et à la combinaison des timbres de l’orgue. Sa démarche organologique vise à renouveler les capacités expressives de l’orgue. Par des timbres nouveaux dont il est l’inventeur (Hautbois en chamade, Cornet de Flûtes harmoniques…), par une définition précise des tailles des tuyaux et des dispositions techniques (vent, mécanique), de même que par une attention à la spatialisation des sources sonores, il a établi une nouvelle esthétique de l’orgue, illustrée par une dizaine d’instruments aux caractéristiques nouvelles. Proche de nombreux artistes, il déclare privilégier « la suppléance des arts » et cherche à placer l’orgue dans des contextes qui l’éloignent de son environnement religieux ou historique pour l’intégrer à une démarche créatrice souvent proche de l’avant-garde. Lors de nombreux concerts, il s’associe à des peintres, danseurs, acrobates, mimes ou improvise sur des images diverses. Plusieurs artistes l’ont pris comme sujet. Du sculpteur Felix Schivo, on connaît la médaille de la Monnaie de Paris, les Charpentes de Saint-Eustache (série de gravures qui ont inspiré des improvisations), Variations homologues sur l’eau (série de gravures basées sur des partitions autographes), un buste en bronze, une céramique (Jean Guillou à l’orgue de la chapelle des abîmes) ; du sculpteur et peintre Raymond Mason, on connaît deux portraits à la gouache. La Troisième Symphonie opus 30 est inspirée par le groupe en bronze La Foule de Raymond Mason actuellement installé aux Tuileries ; du peintre Sam Szafran on connaît Jean Guillou à l’orgue de la Besnardière (une version au pastel, une autre au fusain) et L’orgue de la grange de la Besnardière (fusain).

### Distinctions
Jean Guillou a reçu le prix « International performer of the year », décerné par l’American Guild of Organists à New York en 1980 et le prix de l’Académie Liszt décerné à Budapest en 1982. En 1985, il intègre la Confrérie des chevaliers du Tastevin. Il a reçu, en 2000 la médaille de vermeil de la Ville de Paris qui lui a été décernée dans les salons de l’Hôtel-de-Ville. En octobre 2004, lui est décerné le Prix Pierre-Barbizet de l’Académie des Sciences, Lettres et Beaux-Arts de Marseille. En juillet 2010, il est nommé chevalier de la Légion d'honneur, distinction qu’il refuse. Le maire de l'Alpe d'Huez, Jean-Yves Noyrey, lui a remis la Médaille de la Ville le 1er janvier 2015, à l’occasion de l’inauguration de la rénovation de son fameux orgue en forme de main, qu’il avait conçu et inauguré en 1978, manifestation organisée par l’Association Notre-Dame des Neiges de l’Alpe d’Huez. Le 10 juillet 2015, il est nommé professeur honoris causa de la Hochschule für Musik de la Sarre. Le 10 mars 2018, au cours d’une cérémonie en la cathédrale de Southwark à Londres, il reçoit la RCO Medal, la plus haute distinction du Royal College of Organists. En hommage à Jean Guillou, la Monnaie de Paris a réalisé en 1976 une médaille à son effigie.

## Œuvre

### Œuvre musicale

#### Orgue seul
- Fantaisie, op. 1 (1952, Mainz, Schott Music, 2005)
- 18 Variations, op. 3 (1956, Mainz, Schott Music, 2005)
- Sinfonietta, op. 4 (1958, Mainz, Schott Music, 2005)
- Ballade ossianique n° 1 "Temora", op. 8 (1962, révision 2005, Mainz, Schott Music, 2005)
- Toccata, op. 9 (1962, Mainz, Schott Music, 2004)
- 6 Sagas, op. 20 (1970, Mainz, Schott Music, 2005)
- Ballade ossianique n° 2 "Les Chants de Selma", op. 23 (1971, révision 2005, Mainz, Schott Music, 2005)
- La Chapelle des abîmes, op. 26, inspiré du roman Au château d'Argol de Julien Gracq (1968, Mainz, Schott Music, 2005)
- Scènes d'enfant, op. 28, inspiré du roman Le Tour d'écrou d'Henry James (1974, Mainz, Schott Music, 2005)
- Jeux d'orgue, op. 34 (1978, Vienne, Universal Edition, 1984)
- Suite pour Rameau, op. 36 (1979, Boston, Wayne Leupold Editions, 1994)
- Saga n° 7, op. 38 (1983, Vienne, Universal Edition, 1984)
- Sonate en trio n° 1, op. 40 (1984, Paris, Durand, 1985)
- Chamades, op. 41 (1984, USA, H. T. FitzSimons, 1984)
- Impromptu, pour pédalier seul, op. 42 (1985, Vienne, Universal Edition, 1988)
- Hypérion ou la Rhétorique du feu, op. 45 (1988, Boston, Wayne Leupold Editions, 1996)
- Säya ou l'Oiseau bleu, op. 50 (1993, Mainz, Schott Music, 2004)
- Éloge I, op. 52 (1994, Boston, Wayne Leupold Editions, 1995)
- Alice au pays de l'orgue, pour récitant et orgue, op. 53 (1995, Mainz, Schott Music,1998)
- Pensieri (pour Jean Langlais), op. 54 (1995. USA : H. T. FitzSimons, 1996)
- Instants, op. 57 (1998, Mainz, Schott Music, 2015)
- Pièces furtives, op. 58 (1998, Mainz, Schott Music, 2000)
- Hymnus, op. 72 (Mainz, Schott Music, 2009)
- Regard, op. 77 (2011, Mainz, Schott Music, 2013)
- Enfantines, op. 81 (2013, Mainz, Schott Music, 2015)
- Sonate en trio n°. 2, op. 82 (2013, Mainz, Schott Music, 2014)
- Sonate en trio n° 3, op. 83 (2013, Mainz, Schott Music, 2014)
- Macbeth Le lai de l'ombre, op. 84 (2009, Mainz, Schott Music, 2016)
- Périple, op. 87 (1978-2018, inédit)
- Pensieri (pour Claude Bernard), sans numéro d'opus (Inédit)
- Échappée par le ciel, 5 pièces brèves, sans numéro d'opus (Inédit)
- Esquisse, sans numéro d'opus (Inédit)
- Étude, sans numéro d'opus (Inédit)
- Jeux d'orgue : 10 pièces, sans numéro d'opus (Inédit)
- Pièces furtives : 3 pièces, sans numéro d'opus (Inédit)
- Suite pour Rameau : 3 pièces, sans numéro d'opus (Inédit)

#### Orgue et autres instruments
- Colloque no 2, pour orgue et piano, op. 11 (1964, révision 2005, Mainz, Schott Music, 2005)
- Colloque no 4, pour orgue, piano et 2 percussionnistes op. 15 (1966, Mainz, Schott Music, 2006)
- Intermezzo, pour flûte et orgue, op. 17 (1969, Mainz, Schott Music, 2008)
- Symphonie initiatique, op. 18 :
  - Version pour trois orgues (1969, inédit)
  - Version pour deux orgues (1990, inédit)
  - Version pour deux organistes (2009, Mainz, Schott Music, 2016)
- Colloque no 5, pour orgue et piano, op. 19 (1969, révision 2005 Mainz, Schott Music, 2005)
- Sonate pour trompette (ou violon) et orgue, op. 25 (1972. Inédit)
- Concerto pour violon et orgue, op. 37 (1982, inédit)
- Colloque no 6, pour orgue et deux percussionnistes, op. 47 (1989. Mainz, Schott Music, en préparation)
- Fantaisie concertante, pour violoncelle et orgue, op. 49 (1991, Mainz, Schott Music)
- Fête, pour clarinette et orgue, op. 55 (1995, Mainz, Schott Music, 2008)
- Concerto pour trompette et orgue "L'Ébauche d'un souffle", op. 64 (1985, Mainz, Schott Music, 2016)
- Colloque no 7 "Concerto pour piano et orgue", op. 66 (1998, Mainz, Schott Music, 2011)
- Colloque no 8, pour marimba et orgue, op. 67 (2002, Mainz, Schott Music, 2008)
- La Révolte des orgues, pour 8 orgues portatifs, grand orgue, percussions et un chef op. 69 (2005, Mainz, Schott Music, 2007)
- Colloque no 9, pour orgue et flûte de Pan, op. 71 (2008, Mainz, Schott Music, 2009)
- Répliques, pour orgue positif et grand orgue, op. 75 (2009, Mainz, Schott Music, 2011)
- Colloque no 10, pour trompette solo, 6 trompettes, percussions et orgue, op. 86 (2015, Mainz, Schott Music, 2016)

#### Orgue et orchestre
- Concerto pour orgue et orchestre de chambre no 1 "Inventions", op. 7 (1960, Mainz, Schott Music)
- Concerto pour orgue et grand orchestre no 2 "Héroïque", op. 10 (1963, révision 1987, Mainz, Schott Music, 2005)
- Concerto pour orgue et orchestre à cordes no 3, op. 14 (1965, Mainz, Schott Music, 2009)
- Concerto pour orgue et orchestre no 4, op. 31 (1978, inédit)
- Concerto pour orgue et quintette de cuivres no 5 "Le Roi Arthur", op. 35 (1979, révision 2010, Mainz, Schott Music, 2012)
- Concerto 2000 pour orgue et orchestre, op. 62 (2000, Mainz, Schott Music)
- Concerto pour orgue et orchestre no 6, op. 68 (2002, Mainz, Schott Music)
- Concerto pour orgue et orchestre no 7, op. 70 (2006, Mainz, Schott Music, 2007)

#### Orchestre
- Symphonie n°1 "Judith-Symphonie", pour mezzo-soprano et orchestre, op. 21 (1970, Mainz, Schott Music)
- Symphonie no 2, pour orchestre à cordes, op. 27 (1971, Mainz, Schott Music, 2005)
- Symphonie no 3 "La Foule", pour orchestre avec 2 guitares, op. 30 (1977, inédit)
- Concerto grosso, pour orchestre, op. 32 (1978, révision 2008, Mainz, Schott Music)
- Concerto pour trombone et 4 trompettes, 3 trombones, 3 tubas et 2 percussionnistes, op. 48 (1990, Mainz, Schott Music)
- Fantaisie concertante, pour violoncelle et orchestre, op. 49bis (1991, orchestration 2015, Mainz, Schott Music, 2016)
- Fête, pour clarinette et orchestre, op. 55bis (1995, orchestration 2005 ca.)
- Triptyque, pour orchestre à cordes, sans numéro d'opus (Paris, Leduc, 1965, indisponible)
- Le Jugement dernier, oratorio pour solistes, chœur, orgue et orchestre, sans numéro d'opus (1963, Paris, Leduc, 1966, indisponible)

#### Piano et Orchestre
- Concerto pour piano no 1, pour piano et orchestre, op. 16 (1969, Paris, Leduc, indisponible)
- Concerto pour piano no 2, pour piano et orchestre, op. 44 (1986, Mainz, Schott Music)

#### Musique de chambre
- Colloque no 1, pour flûte, hautbois, violon et piano, op. 2 (1956, Mainz, Schott Music, 2005)
- Cantilia, pour piano, harpe, 4 violoncelles et timbales, op. 6 (1960, Paris, Leduc, 1968, indisponible)
- Colloque no 3, pour hautbois, harpe, 4 violoncelles, 2 contrebasses et percussions, op. 12 (1964, Mainz, Schott Music)
- Quatuor, pour hautbois et trio à cordes, op. 22 (1971, Mainz, Schott Music, en préparation)
- Cantiliana, pour flûte et piano, op. 24 (1972, Mainz, Schott Music, 2014)
- Trio, pour 3 violoncelles, op. 59 (1999, inédit)
- Co-Incidence, pour violon seul, op. 63 (2001, Mainz, Schott Music, 2010)
- Epitase, op. 65 :
  - Version pour le Double Piano Borgato (2002, inédit)
  - Version pour deux pianos (2002, Mainz, Schott Music, 2013)
- Chronique, pour trio de percussions, op. 73 (2009, inédit.)
- Impulso, pour flûte solo, op. 74 (2009, Mainz, Schott Music, 2015)
- Poème, pour piano à 4 mains et percussions, op. 79 (2012, Mainz, Schott Music, 2014)
- Sonata barocca, pour clavier, hautbois et flûte, sans numéro d'opus (1944, inédit)

#### Piano seul
- Première Sonate, op. 5 (1958, Paris, Amphion, 1974)
- Toccata, op. 9bis (transcription de la Toccata pour orgue) (1970, Mainz, Schott Music, 2005)
- Deuxième Sonate, op. 33 (1978, Mainz, Schott Music, en préparation)
- Deux Pièces (Nocturne, Impromptu), op. 56 (1967, Mainz, Schott Music, 2015)
- Augure, op. 61 (1999, Mainz, Schott Music, 2005)
- Valse oubliée, op. 79 (2012, Mainz, Schott Music, 2012)
- Troisième Sonate, op. 88 (2014–2018, inédit)
- Variations sur un thème israélien, sans numéro d'opus (1950, inédit)
- Warum ?, sans numéro d'opus (inédit)
- Valse oubliée sur le nom de C.O.R.N.E.L.I.A., sans numéro d'opus (inédit)
- Intermezzo, sans numéro d'opus (inédit)

#### Œuvres vocales
- L'Infinito, pour basse et orgue, op. 13 (1965, Mainz, Schott Music, 2005)
- Poème de la main, pour soprano lyrique et piano, op. 29 (1975, Mainz, Schott Music, 2016)
- Andromeda, pour soprano et orgue, op. 39 (1984, révision 1990, Mainz, Schott Music, 2007)
- Peace, pour chœur à 8 voix mixtes et orgue, op. 43 (1985, révision 2002, Mainz, Schott Music, 2012)
- Aube, pour chœur mixte à 12 voix mixtes et orgue, op. 46 (1988, Mainz, Schott Music, 2016)
- Missa interrupta, pour soprano, chœur mixte, quintette de cuivres, percussions et orgue, op. 51 (1995, Mainz, Schott Music)
- Écho, pour chœur, ensemble (flûte, hautbois, quintette à cordes), piano et orgue op. 60 (1999, Mainz, Schott Music)
- Ihr Himmel, Luft und Wind, pour chœur mixte à 8 voix, op. 76 (2010, Mainz, Schott Music)
- Main menue, pour soprano et piano, op. 80 (2012, inédit)
- Stabat Mater, pour 3 sopranos, ensemble (2 violons, alto, 2 cors, 2 trompettes, 2 trombones, petite flûte) et orgue, op. 85 (1980–2015, inédit)
- Quatre Arias, pour soprano et piano, sans numéro d'opus (2009, inédit)

#### Musique de scène
- Musique pour "Diderot, à corps perdu", pour ensemble et orgue, sans numéro d'opus (1978, inédit)
- Macbeth, pour orgue, sans numéro d'opus (Inédit)

#### Cadences
- Cadences pour les Concertos pour orgue et orchestre de G. F. Haendel (Mainz, Schott Music, 2017)
- Cadences pour les Concertos pour orgue et orchestre Wq. 34 et 35 de C. P. E. Bach (Mainz, Schott Music, 2017)
- Cadences pour le Concerto no 5 pour orgue et orchestre de  T. A. Arne (Inédit)
- Cadences pour les Concertos pour orgue et orchestre de F. J. Haydn (Inédit)
- Cadences pour la Sonate d'Église KV. 336 de W. A. Mozart (Mainz, Schott Music, 2017)
- Cadence pour le Concerto pour piano et orchestre KV 491 de W.A. Mozart (Inédit)
- Cadences pour le Concerto  pour violon et orchestre de L. van Beethoven (Inédit)
- Cadence pour l'Allegro de la VIe Symphonie de C. M. Widor (Mainz, Schott Music, 2017)
- Cadence pour la Fantaisie chromatique et fugue BWV 903 de J. S. Bach (Inédit)

#### Transcriptions pour orgue
- Johann Sebastian Bach : L'Offrande musicale BWV 1079 (1947, Mainz, Schott Music, 2005)
- Johann Sebastian Bach : Variations Goldberg BWV 988 (Inédit)
- Johann Sebastian Bach : Fantaisie chromatique et fugue BWV 903 avec cadence de Jean Guillou (Inédit)
- Johann Sebastian Bach : Sarabanda de la Partita pour Luth BWV 997 (Inédit)
- Johann Sebastian Bach : Badinerie de la Suite pour orchestre no 2 BWV 1067 (Inédit)
- Johann Sebastian Bach : Aria de la Suite pour orchestre no 3 BWV 1068 (Inédit)
- Georg Friedrich Händel : Les 16 Concertos pour orgue et orchestre op. 4, 7, et 4 autres, avec cadences et mouvements ad libitum de Jean Guillou
- Georg Friedrich Händel : Alla Hornpipe de la Water Music (Mainz, Schott Music, 2014)
- Franz Liszt : Fantaisie et Fugue sur le nom de BACH - version syncrétique (1977, Mainz, Schott Music, 2005)
- Franz Liszt : Orpheus (1976, Mainz, Schott Music, 2005)
- Franz Liszt : Prometheus (Mainz, Schott Music, 2008)
- Franz Liszt : Valse oubliée n° 1 (Mainz, Schott Music, 2007)
- Franz Liszt : Psalm XIII  (adaptation de la partie d'orchestre, Mainz, Schott Music, 2009)
- Franz Liszt : Tasso (Mainz, Schott Music, 2011)
- Wolfgang Amadeus Mozart : Adagio et fugue en ut mineur KV 546 (Paris, Amphion, 1974)
- Wolfgang Amadeus Mozart : Adagio et Rondo en ut mineur KV 617 (Paris, Amphion, 1974)
- Wolfgang Amadeus Mozart : Regina Cœli KV 276 (adaptation de la partie d'orchestre, inédit)
- Wolfgang Amadeus Mozart : Sancta Maria Mater Dei KV 273 (adaptation de la partie d'orchestre, inédit)
- Modeste Moussorgski : Tableaux d’une exposition (1988, Mainz, Schott Music, 2005)
- Serge Prokofiev : Toccata pour piano (Bonn, Robert Forberg, 1972)
- Serge Prokofiev : Marche de L’amour des trois oranges (Bonn, Robert Forberg, 1979)
- Serge Rachmaninov : Danses symphoniques op. 45, pour 2 organistes (Mainz, Schott Music, 2015)
- Robert Schumann : L'œuvre pour piano-pédalier (4 Esquisses, 6 Études en forme de canon, 6 Fugues sur B.A.C.H.) (Mainz, Schott Music, 2006)
- Igor Stravinsky : Trois Danses de Petrouchka (1968, inédit)
- Piotr Ilitch Tchaïkovski : Scherzo de la Symphonie no 6 - Pathétique (Mainz, Schott Music, 2006)
- Piotr Ilitch Tchaïkovski : Danse de La Fée Dragée (Casse Noisette) (Mainz, Schott Music, 2014)
- Giuseppe Verdi : Stabat Mater (adaptation de la partie d'orchestre des Quattro pezzi sacri, inédit)
- Giuseppe Verdi : Te Deum (adaptation de la partie d'orchestre des Quattro pezzi sacri, inédit)
- Antonio Vivaldi : Concerto en Ré majeur (Paris, Amphion,1973)
- Antonio Vivaldi : Concerto en ré mineur (Mainz, Schott Music, 2014)

### Improvisations
- Visions cosmiques : 7 improvisations dédiées à l'équipage d'Apollo 8 (enregistré en décembre 1968, Saint-Eustache) - Decca Universal, 2009
- Jeux d'orgue : 6 improvisations sur des thèmes donnés par le public (enregistré le 20 octobre 1969, Saint-Eustache) - Decca Universal, 2009
- Improvisations sur des Noëls (enregistré en septembre 1968, Saint-Eustache) - Decca Universal, 2009
- Improvisation sur un thème de Purcell (enregistré en avril 1969, Saint-Eustache) - Decca Universal, 2009
- Les Charpentes de Saint-Eustache : 8 improvisations sur les gravures de Felix Schivo (enregistré en 1975, Saint-Eustache) - Augure, 2024
- Christmas Improvisations (enregistré en juillet 1988, Tonhalle de Zürich) - Dorian Recordings, 1989
- The art of improvisation (enregistré de 1987 à 1990, divers orgues) - Dorian Recordings, 1991
- Le Voyage à Naples : 6 improvisations (enregistré en janvier 2008, Conservatoire de Naples) - Universal, 2008
- Biloulou (enregistré en 1972, Saint-Eustache) - Augure, 2020
- Ombres et Lumières : 8 improvisations au piano sur des œuvres de Felix Schivo (enregistré en 1977, Tours) - Augure, 2024

### Livres de Jean Guillou
- Guillou, Jean, article « Réflexions musicales sur une musique réfléchie », in Cahiers Renaud Barrault, n°98 "Voltaire Diderot", Paris, Gallimard, 1978
- L'Orgue, souvenir et avenir, quatrième édition, Édition Symétrie, Lyon, 2010, (ISBN 978-2-914373-70-8)
- Die Orgel, Erinnerung und Zukunft, Dr. Josef Butz Musikverlag, St. Augustin (D), 2005, (ISBN 3-928412-01-9)
- Postface à Le Vaisseau Garnier de Pascal Delcey, Marseille, Éditions Parenthèses, collection "Photographies", 2005  (ISBN 2-86364-137-9)
- L'Organo, memoria e futuro, Carrara, Bergamo (I), 2011, (ISMN 979-0-2157-5190-3)
- La Musique et le Geste, Beauchesne, Paris, 2012,  (ISBN 978-2-7010-1999-4).
- Le Visiteur, poèmes. Christophe Chomant Éditeur, Rouen, 2014,  (ISBN 978-2-84962-305-3).
- Il Visitatore, poesie. Version bilingue français-italien, traduction de Marco Settimini, Christophe Chomant Éditeur, Rouen, 2018,  (ISBN 978-2-84962-410-4)
- Esprit de suite. Pour une lecture avisée et pratique des œuvres du répertoire organistique, Beauchesne, Paris, 2019, (ISBN 978-2-7010-2288-8)

### Publications consacrées à Jean Guillou
- Orengia, Jean-Louis, "Jean Guillou, interprète, compositeur et improvisateur", mémoire de maîtrise de musicologie, Université Sorbonne, Paris, 1981/82
- Cantagrel, Gilles, notice "Jean Guillou" in Guide de la musique d’orgue, sous la direction de Gilles Cantagrel, Fayard, Paris, 1991, réédition 2012
- Jean Guillou, Pierre Pincemaille, Philippe Lecoq et Jean Legoupil, « Entretien avec deux grandes personnalités du monde de l'orgue : Jean Guillou et Pierre Pincemaille » [PDF], sur L'orgue normand, 27 septembre 1992 (consulté le 20 février 2021)
- Hodant, Jean-Philippe, "Rhétorique et dramaturgie dans l'œuvre musicale de Jean Guillou", mémoire de doctorat de musicologie, Université Sorbonne, Paris, 1993
- Abbing, Jörg, Jean Guillou - Colloques - Biografie und Texte, Dr. Josef Butz Musikverlag, St. Augustin (D), 2006, (ISBN 3-928412-02-7)
- L'Orgue no 281 "Jean Guillou", numéro spécial sous la direction de Sylviane Falcinelli, 2008, (ISBN 978-2-7010-2332-8)
- AA.DD, Regards, hommages à Jean Guillou, Augure Editions, Paris, 2014, (ISBN 978-2-9548020-0-8)
- Brun, Frédéric, article "L'inspiration littéraire dans l'œuvre de Jean Guillou" in Revue Études Franco-Anciennes, no 164 12/2017, Paris, (ISSN 2110-1086)
- Suzanne Varga, Jean Guillou - Brève biographie intime, Beauchesne, Paris, 2021, (ISBN 978-2-7010-2332-8)